# Blockchain

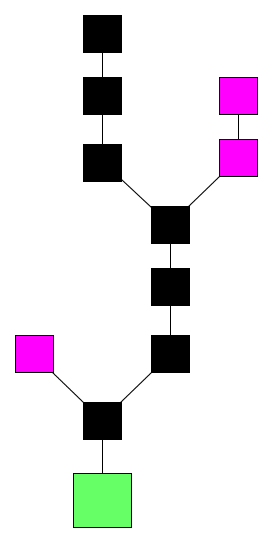
Rappresentazione della blockchain con i blocchi della catena principale (blocchi neri), con il blocco di genesi (blocco verde) e i blocchi orfani (blocchi viola).

Una blockchain (in italiano: blocchi concatenati) è un database in cui i singoli record, denominati "blocchi", sono collegati tra loro utilizzando la crittografia. I blocchi possono solamente essere aggiunti al database, non modificati né eliminati. Ogni blocco contiene, oltre ai dati, un hash crittografico del blocco precedente e una marca temporale, formando effettivamente una catena. I dati di un determinato blocco non possono essere modificati senza alterare i blocchi successivi. Ciò garantisce l'immutabilità e l'immodificabilità dei dati registrati, rendendo la blockchain adatta, per esempio, a registrare le transazioni in criptovaluta.
La blockchain è un registro distribuito (distributed ledger), ovvero un database decentralizzato, replicato in più copie gestite da soggetti diversi, senza un amministratore centrale. La coerenza tra le varie copie è garantita dal protocollo condiviso. Quando viene autorizzata l'aggiunta di un nuovo blocco, ogni nodo aggiorna la propria copia.

## Storia
La prima blockchain introdotta nel 2008 da Satoshi Nakamoto (pseudonimo di un autore la cui identità è tuttora sconosciuta), e implementata l'anno seguente, con l'obiettivo di fungere da "libro mastro" (registro di tutte le transazioni) della nascente valuta digitale Bitcoin. Satoshi Nakamoto usava le parole block e chain in modo separato nell'articolo del 2008. Nel 2009 la creazione di Satoshi Nakamoto, Bitcoin, utilizzata per la prima volta per l'acquisto di una pizza.
Nell'agosto del 2014, col Bitcoin che aveva raggiunto una certa notorietà a livello globale, la dimensione della sua blockchain raggiunse i 20 gigabyte; a marzo 2022 ha superato i 450 gigabyte.
Nel 2014 si iniziò ad usare il termine "Blockchain 2.0" per riferirsi a un nuovo modo d'impiego della blockchain. L'idea era quella di permettere alle persone escluse dall'attuale monetizzazione di poter entrare in possesso di un deposito monetario affidabile e sicuro con la possibilità di proteggere la privacy e monetizzare le proprie informazioni. Secondo alcuni autori ha anche il potenziale per risolvere il problema della disuguaglianza sociale, cambiando il modo in cui la ricchezza è ridistribuita.
Nel 2017 il parlamento del Nevada ha liberalizzato completamente la blockchain. In particolare la sezione 4 del Senate Bill 398:
- impedisce alle autorità locali di raccogliere imposte sulla blockchain;
- impedisce di richiedere qualsiasi forma di licenza per l'uso della blockchain;
- impedisce qualsiasi altra richiesta sull'uso della blockchain.[11]

Nell'aprile del 2019 durante la Mostra internazionale dell'artigianato è stato presentato il primo manufatto artigianale Made in Italy in cui sono stati tracciati interamente i passaggi produttivi tramite tecnologia blockchain.

## Descrizione
Una blockchain è un registro digitale aperto e distribuito, in grado di memorizzare record di dati (solitamente, denominati "transazioni") in modo sicuro, verificabile e permanente. Una volta scritti, i dati in un blocco non possono essere retroattivamente alterati senza che vengano modificati tutti i blocchi successivi ad esso e ciò, per la natura del protocollo e dello schema di validazione, necessiterebbe del consenso della maggioranza della rete. La blockchain è quindi rappresentabile come una lista, in continua crescita, di "blocchi" collegati tra loro e resi sicuri mediante l'uso della crittografia. Ad un blocco possono essere associate una o più transazioni e ogni blocco, inoltre, contiene un puntatore hash al blocco precedente e una marca temporale.
La natura distribuita e il modello cooperativo rendono robusto e sicuro il processo di validazione ma presentano tempi di aggiornamento non trascurabili, dovuti al processo di validazione dei blocchi e alla sincronizzazione delle rete. L'autenticazione avviene tramite collaborazione di massa ed è alimentata da interessi collettivi. L'utilizzo di questa tecnologia consente anche di superare il problema dell'infinita riproducibilità di un bene digitale e della doppia spesa, senza l'utilizzo di un server centrale o di un'autorità.
Talvolta risulta possibile che alcuni nodi della rete producano simultaneamente più blocchi "concorrenti" (ossia collegati a uno stesso blocco già esistente, ma diversi tra loro nel contenuto): ciò dà origine a una biforcazione (fork) nella catena. Il protocollo di aggiornamento specifica quale regola i nodi debbano adottare per selezionare il blocco da accettare, tra quelli concorrenti. I blocchi non selezionati per l'inclusione nella catena sono chiamati "blocchi orfani".

### Decentramento
La blockchain decentrata sfrutta il passaggio di messaggi ad hoc e un networking distribuito per fare in modo di memorizzare i dati su tutta la sua rete ed evitare di avere un single point of failure in modo che non esista una centralizzazione che i cracker potrebbero sfruttare per abbattere l'intero sistema.
Tra i metodi di sicurezza della blockchain c'è anche la crittografia a chiave pubblica. La chiave pubblica è un indirizzo sulla blockchain. I token di valore inviati nella rete vengono registrati come appartenenti a questo indirizzo. Invece la chiave privata è come una password che permette al suo proprietario di accedere alle sue risorse digitali oppure di interagire con le varie funzionalità della blockchain.
I dati salvati sulla blockchain sono considerati incorruttibili.
Ogni nodo o miner nel sistema decentrato ha una copia della blockchain: difatti la qualità dei dati è mantenuta grazie a una massiva replicazione del database. Non esiste nessuna copia ufficiale centralizzata e nessun utente è più credibile di altri, tutti sono allo stesso livello di credenziali. I nodi miner, ovvero gli utenti, validano le nuove transazioni e le aggiungono al blocco che stanno costruendo dopo aver verificato l'intera blockchain. Una volta completato il blocco, lo trasmettono agli altri nodi della rete.
La blockchain usa differenti schemi di timestamp per serializzare le modifiche.
La crescita della blockchain decentrata va di pari passo con il rischio della centralizzazione dei nodi, perché le risorse informatiche richieste per operare e gestire dati sempre più grandi diventano sempre più costose. Infatti molti nodi miner si aggregano in pool per riuscire a completare i blocchi e ottenere criptovalute.

### Struttura del blocco
Le transazioni sono raggruppate nei blocchi della blockchain e il numero di transazioni all'interno di ognuno di questi blocchi varia in base alla dimensione della transazione stessa. Invece la dimensione della transazione varia in base al numero di input e di output della stessa. Un blocco è composto da due parti principali: l'header e il body. Le transazioni sono racchiuse nel body del blocco e nell'header sono presenti sette campi di gestione del blocco stesso.
I campi dell'header del blocco sono mostrati nella tabella sottostante.
| Versione                              | 02000000                                |
| Hash del blocco precedente (PrevHash) | E87C17C45768w7e1643fsd5481sd3f4131df681 |
| Merkle root                           | 697we168t4v1a4rv3v1e3r43c4er14ca8c4168a |
| Timestamp                             | 358b0553                                |
| Bits                                  | 535f0119                                |
| Nonce                                 | 48750933                                |
| Numero di transazione                 | 64                                      |

Il campo "Versione" dipende dalla versione del software utilizzato, il campo PrevHash è un hash di 256 bit che serve per fare riferimento al precedente blocco della catena, il Merkle root è l'hash di tutti gli hash di tutte le transazioni nel blocco, il campo Timestamp rappresenta il time stamp dell'ultima transazione con un algoritmo conosciuto come Unix hex timestamp da non confondere con il timestamp UNIX che esprime bit numerici in secondi dal 1970-01-01T 00:00 UTC, il campo Bits rappresenta il corrente valore target: l'hash dello SHA-256 dell'header di un blocco dev'essere minore o al massimo uguale al corrente valore di target per essere accettato dalla rete, il campo Nonce è un valore a 8 byte che viene aggiunto al blocco in modo che l'output della funzione di hash vari facendo in modo che non risulti inferiore al valore target, il valore viene ricalcolato finché l'hash del blocco non contiene il richiesto numero di zeri principali e infine il campo "Numero di transazione" identifica il numero della transazione.

#### Validazione dei blocchi

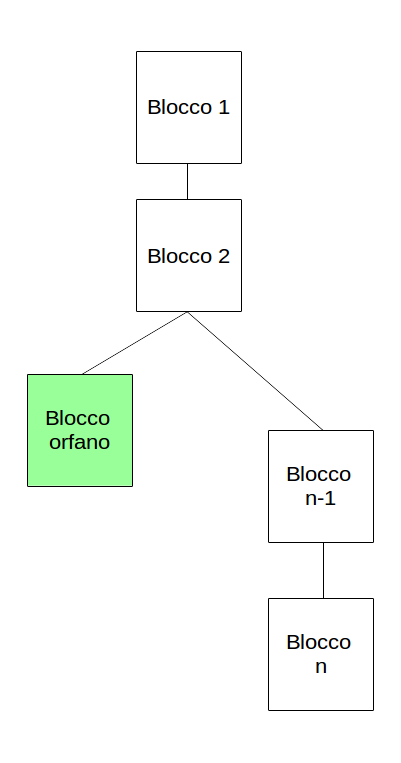
Biforcazione della catena principale e generazione di un blocco orfano.

Un nodo, dopo aver verificato l'intera blockchain, raccoglie e colleziona le nuove transazioni generate ancora non validate e suggerisce alla rete quale dovrebbe essere il nuovo blocco. I computer usano la funzione crittografica di hash per stimare l'output fino a che non risulta inferiore al valore di target (valore dato dal campo "bits" nell'header del blocco). Il primo nodo che risolve il blocco lo trasmette nella rete dove viene accettato come blocco successivo nella catena.
Sia X la funzione di hash fissata della rete e si consideri x come le transazioni pendenti e n rappresenti il valore di nonce. L'hash di output deve iniziare con degli zeri e deve essere inferiore al valore di target, il problema è determinare il valore del nonce per far sì che questo avvenga. La difficoltà è dovuta al fatto che la funzione crittografica di hash, di fronte alla variazione anche di un solo bit nell'input porta ad un output completamente differente rispetto a quello calcolato senza la variazione; in questo modo diventa praticamente impossibile predire il nonce.
Una volta che il blocco è stato risolto, il suo hash, come un'impronta digitale, lo rappresenta univocamente ed è usato anche come riferimento al blocco precedente. Successivamente alla risoluzione del blocco, la rete automaticamente aggiusta il valore di target.
L'intero processo di validazione dei blocchi è chiamato mining.
È possibile, per diversi nodi, validare più blocchi contemporaneamente, portando così ad una biforcazione della catena. In questo caso, i miner (coloro che fanno mining) lavorano per la validazione dei blocchi su entrambe le biforcazioni della catena, ma appena in una delle due viene validato ed aggiunto un nuovo blocco, tutti i miner che lavoravano sull'altra si spostano su quella a cui è stato aggiunto un blocco nuovo, trasformando così il blocco abbandonato in un "blocco orfano". Questo accade perché l'obiettivo dei miner è quello di estendere la catena in lunghezza.

### Apertura
Le blockchain aperte sono di più facile utilizzo rispetto a quelle proprietarie, che necessitano comunque di un accesso fisico alle viste, nonostante siano anch'essi aperti al pubblico. Dato che tutte le prime blockchain erano aperte, si è instaurata una controversia sulla definizione di blockchain. Un argomento di questo dibattito è se un sistema privato con dei verificatori autorizzati da un'autorità centrale possa essere considerato una blockchain.
I sostenitori delle catene autorizzate o quantomeno private sostengono che il termine blockchain possa essere applicato a qualsiasi struttura dati che raccoglie dati dentro a blocchi con un timestamp. Queste blockchain vengono usate come una versione distribuita di un controllo della concorrenza multiversione (MVCC). Proprio come un MVCC impedisce che due transazioni vadano a modificare lo stesso record sul database, la blockchain impedisce che due transazione spendano la stessa uscita singola.
Invece gli oppositori di questa idea dicono che il sistema chiuso da permessi assomiglia ai tradizionali database aziendali che non supporta la verifica decentralizzata dei dati. Inoltre sostengono che questo sistema non è protetto contro la manipolazione e la revisione da parte di utenti.

#### Senza permessi
Il grande vantaggio della blockchain aperta, permissionless o pubblica, è che non è necessaria nessuna protezione verso utenti malintenzionati e non si necessita di nessun controllo degli accessi. Questo significa che è possibile aggiungere le applicazioni alla rete senza l'approvazione di nessuno, usando la blockchain come un livello di trasporto. Bitcoin e le altre criptomonete rendono sicure le loro blockchain richiedendo una prova di lavoro (proof-of-work) per poter scrivere su di esse.

#### Blockchaincon permessi (private)
Le blockchain con permessi (o permissioned) usano un layer di controllo degli accessi per controllare chi accede alla rete. Sono quindi caratterizzate da un accesso alla rete ristretto ad alcuni partecipanti autorizzati e da un processo di validazione demandato a un gruppo ristretto di attori. Contrariamente alle blockchain pubbliche (open), i validatori dei blocchi nelle blockchain private sono controllati dai possessori della rete.
Le blockchain private si dividono essenzialmente in due tipologie: i Consortium Blockchain e i Fully Private Blockchain.
I Consortium blockchain sono blockchain dove i processi di consenso sono gestiti da un set di nodi preselezionati ed essi vengono considerati anche come "blockchain parzialmente decentralizzate" (partially decentralized blockchain), invece, le fully private blockchain sono blockchain dove i permessi di accesso e scrittura sono gestiti in modo centralizzato da un'organizzazione.

### Applicazioni
La tecnologia blockchain ha un grande potenziale per trasformare i modelli operativi aziendali nel lungo periodo. La blockchain è più una tecnologia di base, con la potenzialità di poter creare nuove tecnologie e nuove basi per l'economia globale e i sistemi sociali, ma anche una tecnologia distruttiva che attacca il tradizionale modello di business.
L'uso della blockchain promette di portare significativi miglioramenti alle catene di fornitura globali, alle transazioni finanziarie, ai beni contabili e ai social network distribuiti. Questa nuova tecnologia può essere integrata in diverse aree e i suoi protocolli facilitano alle aziende l'uso di nuovi metodi per processare e gestire le transazioni digitali.
Alcuni esempi includono: sistemi di pagamento e valute digital che facilitano il crowdsales, implementazione del prediction market e strumenti di governance generici.
La blockchain può essere utilizzata come strumento per certificare la data certa di un documento e il suo non aver subito alcuna variazione. Questa applicazione della catena a blocchi, ottenuta inserendo l'hash dei documenti che si vogliono certificare, è detta notarizzazione. Un esempio di tale utilizzo è la notarizzazione dei movimenti dei camion che trasportano la terra di un cantiere, per garantire il rispetto dei vincoli e delle norme ambientali.
Può sopperire al bisogno di un trust service provider, provvede che si verifichino meno capitali legati alle controversie e ha il potenziale di ridurre il rischio sistematico e la frode finanziaria.
Automatizza diversi processi che in precedenza richiedevano molto tempo se eseguiti manualmente, ad esempio l'integrazione di imprese.
La maggior parte delle applicazioni della blockchain includono le criptovalute come: Bitcoin, Blackcoin, Dash e Nxt e piattaforme blockchain come Factom come un registro distribuito, Gems per messaggistica decentralizzata, MaidSafe per applicazioni decentralizzate, Storj e Sia per lo storage distribuito in cloud e Tezos per il voto decentralizzato.
Il nuovo metodo di distribuzione è utilizzabile e disponibile anche nel campo assicurativo come le assicurazioni peer-to-peer, le assicurazioni parametriche e le micro assicurazioni.
Anche le banche sono interessate a questa nuova tecnologia grazie al fatto che velocizzano i sistemi di regolamenti di back office.
Altri campi come l'economia collaborativa e l'IoT possono trarre benefici dalla tecnologia blockchain in quanto coinvolgono molti peer a collaborare anche le applicazioni di voto online.
Può essere utilizzata anche per sviluppare sistemi informativi per medici, aumentandone l'interoperabilità e la sicurezza.
Sono state anche sviluppate diverse blockchain per l'archiviazione di dati, pubblicazione di testi e identificazione delle origini dell'arte digitale.
Banche come la UBS hanno aperto centri di ricerca dedicati alla blockchain per esplorare le varie implicazioni che questa nuova tecnologia può avere nell'ambito dei servizi finanziari e per incrementarne l'efficienza e ridurne i costi.
Un'ulteriore applicazione è stata suggerita per garantire la condivisione dello spettro per le reti wireless.
Menzioniamo infine LBRY, che sfrutta questa metodologia ai fini della condivisione di file (in particolare video) e che ha condotto nel 2020 alla nascita di Odysee.

#### Registrazione dei territori
I proof of concept come quello del catasto svedese mirano a dimostrare l'efficienza della blockchain anche nell'ambito territoriale delle vendite dei terreni.
La repubblica di Georgia sta sperimentando un registro proprietario basato sulla blockchain.
The Ethical and Fair Creators Association usa una blockchain per aiutare le startup a proteggere l'autenticità delle loro idee.

#### The Big Four
Ognuno dei Big Four sta testando l'utilizzo della blockchain in diversi modi. Ernst & Young ha fornito portafogli di criptovaluta a tutti i dipendenti svizzeri e ha installato un Bitcoin ATM nei suoi uffici in Svizzera e accetta pagamenti in bitcoin per ogni servizio di consulenza erogato. L'amministratore delegato di Ernst & Young ha dichiarato che non vogliono trattare solamente di digitalizzazione, ma stanno attivamente guidando questo processo assieme agli impiegati e ai clienti. Sostiene l'importanza di essere preparati alla rivoluzione che la blockchain porterà al mondo degli affari.
Le altre tre società, Deloitte, PricewaterhouseCoopers e KPMG hanno preso una strada diversa da Ernst & Young: stanno testando una blockchain privata.

#### Contratti intelligenti (Smart Contract)
Gli smart contract basati sulla blockchain sono contratti che possono essere stipulati e imposti senza la necessità di un'interazione umana. L'FMI crede che la blockchain potrebbe ridurre il rischio morale e ottimizzare l'uso dei contratti in generale ma, momentaneamente, a causa della mancanza d'uso, il loro status non è ancora chiaro.
Alcune implementazioni della blockchain potrebbero consentire la codifica di contratti che verranno eseguiti quando sono soddisfatte determinate condizioni.
Uno smart contract sarebbe attivato da istruzioni di programmazione estensibili che definiscono ed eseguono un accordo. Per esempio, Ethereum è un progetto open source per la creazione di smart contract tramite un linguaggio di programmazione Turing completo.
Un altro esempio di utilizzo dei contratti intelligenti è nell'ambito musicale. Nel 2017, il DJ Deadly Buda rilascia il primo Rock the Blockchain che paga le tracce e gli artisti in esso contenuti tramite criptovaluta Musicoin. Ogni volta che il dj mix viene suonato, il contratto intelligente che vi è associato paga gli artisti istantaneamente.

### Altchain
Le blockchain alternative al Bitcoin sono talvolta chiamate altchain. Mentre Bitcoin è un sistema monolitico con l'unica funzione di criptovaluta, esistono molte catene con obiettivi diversi e più ampi, quali le prestazioni, l'anonimato, l'archiviazione dati e applicazioni come gli smart contract.
Partendo dalla focalizzazione sulle applicazioni finanziarie, la tecnologia blockchain si sta espandendo anche ad altre attività come le applicazioni distribuite.
Alcuni importanti progetti che comprendono la tecnologia blockchain sono: 
- Ethereum - progetto open source per la creazione di smart contract tramite il linguaggio di programmazione Solidity.
- Algorand - una blockchain che mira alla sicurezza, scalabilità e decentralizzazione; il cui sviluppo è partito da un crittografo siciliano, Silvio Micali.
- AuxLedger creato da Auxesis Group - infrastruttura blockchain di livello enterprise che alimenta diverse applicazioni di diversi governi statali.[47][48]
- Cardano - una blockchain studiata meticolosamente (si basa infatti solo su paper accreditati) e in rapido sviluppo.[49]
- Cosmos - un progetto che si prepone di architettare uno standard per la comunicazione tra blockchain diverse.[50]
- FairCoin - prima moneta eco-sociale decentralizzata, utilizzata da FairCoop, che impiega solamente tre minuti per una transazione e offre servizi finanziari completi.[51]
- Gem - blockchain per l'assistenza sanitaria e catene d'approvvigionamento.[52]
- Hyperledger- sforzo collettivo inter-industriale della Linux Foundation per supportare i libri mastri distribuiti basati su blockchain.
- Sistema Quorum di JPMorgan Chase - blockchain privata per l'archiviazione di contratti intelligenti.
- Æternity- piattaforma pubblica di calcolo distribuito open source basata su blockchain che si basa su piattaforme esistenti come Bitcoin ed Ethereum.
- Solana - una blockchain che si basa su un meccanismo detto proof-of-history, che le permette una grande portata e commissioni esigue.[53]
- Zero Knowledge Blockchain - piattaforma di QED-it che combina i vantaggi del coordinamento di tutte le parti coinvolte (tecnologia blockchain) e la necessità di non divulgazione dei dati per motivi legali o commerciali.[54]

### Altri usi
La tecnologia blockchain può essere usata anche per libri mastri permanenti, pubblici, trasparenti per la compilazione automatica di dati sulle vendite, memorizzare dati sui diritti mediante l'autenticazione della registrazione del copyright, tracciare gli usi digitali e pagare i creatori dei contenuti, come ad esempio i musicisti.
A questo proposito, dal 2017 l'IBM, in collaborazione con ASCAP e PRS for Music, ha adottato la tecnologia blockchain nell'ambito della distribuzione musicale.
Il Gruppo CLS usa la blockchain per aumentare il numero di transazioni in valuta che può saldare.
Visa, Mastercard, Unionpay e Swift hanno annunciato lo sviluppo di un piano per usare la blockchain.
L'agenzia ANSA utilizza la blockchain per garantire la veridicità delle notizie e certificarne la provenienza attendibile.

#### Nel settore turistico
Questa tecnologia, grazie al suo carattere decentralizzato, può trovare un'efficace applicazione anche nel settore turistico. Agenzie di viaggio, operatori turistici, società alberghiere e compagnie aeree possono infatti accedere a una specie di archivio in quanto la blockchain consente di mantenere una memoria di tutti gli scambi commerciali avvenuti e di procedere ai pagamenti anche senza il bisogno di una terza parte che svolga il ruolo di mediatore. In questo settore, quindi, tale sistema può garantire importanti vantaggi per ottimizzare i processi e velocizzare i passaggi di transazione. A questo riguardo si possono riportare alcuni esempi pratici. Uno di questi è la possibilità di far diventare più user friendly i cosiddetti programmi fedeltà. Infatti, l'utilizzo delle miglia fuori dai voli può essere gestito da uno standand come la blockchain grazie per esempio alla condivisione con catene di distribuzione o di commercio online. Possono essere inoltre automatizzate le attività di pagamento nel settore dei viaggi. Si può rendere migliore il tracciamento dei bagagli e di tutta la catena relativa alla logistica. Significativo a questo riguardo il caso della società SITA che ha condotto una sperimentazione con la British Airways all'aeroporto di Heathrow per la sincronizzazione di tutti i dati riguardanti i passeggeri sulla blockchain. Un'altra interessante realtà è costituita dalla società svizzera Winding Tree che ha creato una piattaforma basata sulla criptovaluta Ethereum la quale assicura un abbassamento dei costi di transazione del settore. Hanno condiviso tale progetto, in qualità di partner, il gruppo Lufthansa, Air New Zealand e Nordic Choice Hotels. Questi sono solo alcuni esempi che fanno intravedere un futuro, sempre più prossimo, in cui la blockchain verrà utilizzata per ogni fase del viaggio: documentazione, prenotazione, imbarco, sicurezza fino al check nell'Hotel scelto. Ci troviamo ancora agli albori dell'utilizzo di tale tecnologia in questo settore e come è avvenuto in altri contesti innovativi, ciò darà vita ad attori che favoriranno l'aggregazione di prodotto aprendo un nuovo mercato anche alle piccole realtà imprenditoriali. Un pacchetto di viaggio, infatti, è costituito dall'insieme di più operatori facenti parte di differenti settori: trasporti, ospitalità, ristorazione, intrattenimento. Nel contesto privato, per ciò che riguarda il servizio di prenotazione per esempio, si è già assistito all'acquisizione da parte per esempio di Tripadvisor della piattaforma islandese Bukun.io, mentre Booking.com ha comprato FareHarbor.com di Denver. Si tratta in entrambi in casi di piattaforme create per aggregare le offerte ai fini della prenotazione delle attività turistiche. Sul versante invece dell'ospitalità, il più grande operatore turistico tedesco TUI, ha spostato su un database distribuito interno tutto il deposito d'offerta, utilizzandolo per movimentare le disponibilità dei posti letto fra i diversi punti d'ospitalità. Quest'aspetto garantisce infatti che tali informazioni non possano mai finire offline o essere annullate per sbaglio o a seguito di un attacco hacker, assicurando inoltre che gli scambi commerciali risultino tutti tracciabili.

#### Offerte commerciali
I libri mastri distribuiti e i software ispirati e basati sulla blockchain sono in fase di sviluppo da parte delle organizzazioni commerciali per diverse applicazioni:
- Deloitte e ConsenSys nel 2016 hanno realizzato una banca chiamata Progetto ConsenSys basata su Ethereum.[70]
- La compagnia R3 ha connesso 42 banche ad un libro mastro distribuito basato su Ethereum, Chain.com, IBM e Monax.[71]
- Microsoft Visual Studio sta rendendo disponibile il linguaggio Ethereum Solidity per gli sviluppatori.
- L'assicurazione SafeShare offre assicurazioni basate sulla blockchain per l'economia collaborativa, sottoscritta dai Lloyd's di Londra.[72]
- La Swiss industry consortium, inclusa la Swisscom, la Zurich Cantonal Bank e la Swiss stock exchange, stanno prototipando un mercato over the counter basato su Ethereum.[73]
- IBM offre un servizio di cloud blockchain basato sul progetto open source Hyperledger Fabric.[74][75]
- Fondata da un team di professionisti, QED-it ha sviluppato Zero Knowledge Blockchain: una piattaforma che combina i vantaggi del coordinamento di tutte le parti coinvolte (tecnologia blockchain) e la necessità di non divulgazione dei dati per motivi legali o commerciali.[76]
- Citizen Ticket è stato il primo servizio di vendita di biglietti per eventi nel 2017. Questo grazie al servizio di Criptoticketing chiamato "BitTicket".[77][78]
- Oracle Cloud offre un servizio di Blockchain Cloud Service basato su Hyperledger Fabric. La Oracle è entrata nell'Hyperledger Consortium.[79][80]

Nell'agosto del 2016 un gruppo di ricercatori dell'Università tecnica di Monaco ha pubblicato una ricerca su come la blockchain potrebbe disgregare le industrie. Hanno analizzato i capitali di rischio impiegati nelle iniziative che coinvolgono la blockchain. La loro ricerca mostra che $1,55 milioni sono andati alle startup che lavorano nel campo dell'industria focalizzata su finanza, assicurazioni, informazione, comunicazione e servizi personali.
ABN AMRO ha annunciato un progetto nel settore immobiliare per facilitare la condivisione e la registrazione di transazioni immobiliari e un secondo progetto, in collaborazione con il porto di Rotterdam per sviluppare strumenti logistici.

## Valute nazionali
Le società hanno presumibilmente suggerito soluzioni monetarie basate sulla blockchain nei seguenti paesi: 
- e-Dinar, Valuta nazionale della Tunisia, fu la prima moneta di stato ad usare la tecnologia blockchain.[83]
- e-Naira, valuta digitale nazionale della Nigeria[84][85], lanciata il 25 ottobre 2021 dal presidente Muhammadu Buhari[86].
- ECFA, valuta nazionale del Senegal basata sulla blockchain.[87]
- Petro, moneta introdotta in Venezuela per contrastare l'iperinflazione.
- SOV, la valuta basata su Algorand adottata nelle Isole Marshall.[88]
- yuan digitale (e-CNY)criptovaluta Cinese

## Ricerca accademica

### Osservatorio
Grazie alla collaborazione tra il Dipartimento di Ingegneria Gestionale e il Dipartimento di Elettronica, Informazione e Bioingegneria del Politecnico di Milano, nel 2018 è stato istituito l'Osservatorio Blockchain & Distributed Ledger che ha la missione di generare e condividere conoscenza sul tema e contribuire allo sviluppo del mercato italiano. In occasione del Convegno pubblico del marzo 2019, sono stati presentati i risultati dell'ultima ricerca.

### Riviste
È stato annunciato nel settembre del 2015 la prima rivista a revisione paritaria dedicata alla ricerca sulle criptovalute e blockchain. Questa rivista si chiama Ledger e la prima pubblicazione ufficiale fu nel dicembre del 2016.
La rivista copre diversi argomenti quali: matematica, informatica, ingegneria, diritto, economia e filosofia che si riferiscono a crittovalute.

## Progetti

### Organizzazioni non profit
- Il progetto Building Blocks del Programma alimentare mondiale dell'ONU mira a rendere le transazioni di contanti più veloci, meno costose e più sicure.[93][94]
- La Government Blockchain Association[95] è un'associazione interessata a promuovere soluzioni correlate alla blockchain alle sfide di governo.

### Governi
- Il direttore dell'ufficio di IT Schedule Contract Operation al US General Services Administration, Mr. Jose Arrieta, dice al forum ACT-IAC (consiglio consultivo americano per la tecnologia e l'industria) del 20 settembre che la sua organizzazione sta usando la tecnologia blockchain per velocizzare il processo di FASt Lane per i contratti IT Schedule 70 attraverso l'automazione. Due società quali: United Solutions e Sapient Consulting stanno collaborando per sviluppare un prototipo per FASt Lane per automatizzare e ridurre i tempi necessari alla revisione di contratti.[96]
- il Commercial Customs Operations Advisory Committee, un sottocomitato di United States Customs and Border Protection, sta lavorando per trovare dei metodi pratici in cui la blockchain possa essere integrata nei loro compiti.[97]

### Reti decentralizzate
- Backfeed projects sviluppa un sistema di governance distribuito per le applicazioni basate sulla blockchain consentendo la creazione di collaborazioni e di distribuzione di valori in reti peer-to-peer spontanee emergenti.[98][99]
- Il progetto Alexandria è una libreria decentralizzata basata sulla blockchain.[100][101]
- Tezos è un progetto basato sulla blockchain che si governa autonomamente da sola in base votando i possessori dei token. La blockchain di Tezos aggiungerà un sistema di autonomia, una funzione di sviluppo del codice decentralizzata.[102][103]

## Previsioni
Il Forum Economico Mondiale riporta nel settembre 2015 una previsione in cui sostiene che entro il 2025 il dieci percento del PIL mondiale sarà archiviato su blockchain o tecnologie sfruttanti questa tecnica.

## Problemi
Secondo Michael Casey, della Digital Currency Initiative del MIT, al 2018 le blockchain risultano complicate e macchinose e richiedono molto lavoro e un tipo particolare di sviluppatore software per la gestione della struttura.

## Blockstream Satellite
Blockstream è una società fondata nel 2014 a Victoria, in Canada, nella quale lavora un elevato numero di sviluppatori del Bitcoin Core. Nel 2016 la società ha raccolto finanziamenti pari a 76 milioni di dollari da venture capital quali Horizon Ventures e Mosaic Ventures.  Blockstream collabora alla separazione della tecnologia Bitcoin dal relativo circuito di pagamento mediante la costruzione di una rete indipendente, in modo da svincolare la crescita del Bitcoin dal limite massimo di transazioni che la rete è in grado di supportare, oltre ad avere un sistema parallelo e sostitutivo "da sfruttare in caso di guasti alla rete Internet". La separazione è garantita sia a livello logico mediante il Lightning Network che a livello fisico tramite una rete globale di connessioni satellitari esterne al di fuori di Internet. La rete Lightning Network, basata su Bitcoin, è stata progettata per rendere tecnicamente possibile l'adozione del metodo di pagamento nei mercati retail, sostenendo gli elevati volumi di transazioni creati dalla completa apertura di questo standard.
Nel 2018, Blockstream ha annunciato il lancio in orbita del quinto e ultimo satellite geostazionario in grado di servire la regione Asia-Pacifico, completando una rete che copre tutto il pianeta ad eccezione della Groenlandia e dell'Antartide. Il costo di connessione alla rete di Bitcoin e i costi di transazione vengono ridotti, aumentando la copertura geografica e la penetrazione dei mercati. La rete è esterna a Internet e quindi indipendente dagli operatori di telecomunicazioni, accessibile gratuitamente e in grado di trasmettere su satellite l'intera Blockchain (tutte le transazioni Bitcoin). Tuttavia, al 2019 la rete di satelliti è ancora monodirezionale e l'utente ha la necessità di collegarsi alla rete Bitcoin per inviare messaggi crittografati, ai quali segue la regolazione del pagamento in Bitcoin all'interno del Lightning Network. A tale barriera all'ingresso si aggiunge l'onere di una dotazione hardware (parabola, terminale, dispositivo USB) di alcune centinaia di dollari, non trascurabile per i Paesi del Terzo mondo maggiormente coinvolti dal divario digitale.